# درک ویلیامز (بوکسور)
درک ویلیامز (متولد ۱۱ مارس 1965 در استاکول، لندن) یک بوکسور حرفه‌ای اهل انگلیس در دهه ۱۹۸۰ و ۱۹۹۰ است که موفق به کسب عنوان هیئت کنترل بوکس بریتانیا (BBBofC) در دسته سنگین‌وزن بریتانیا، عنوان سنگین‌وزن مشترک المنافع، و اتحادیه بوکس اروپا شد. عنوان سنگین‌وزن، وزن رزمی حرفه ای او از ۲۰۶+۱/۲ پوند (۹۳٫۷ کیلوگرم؛ ۱۴ پوند ۱۰٫۵ پوند)، تا ۲۵۷ پوند (۱۱۷ کیلوگرم؛ ۱۸ پوند ۵ پوند)، یعنی سنگین‌وزن متغیر بود.